# نابغه (رمان)
با استعداد (انگلیسی: Gifted) رمان نخست نیکیتا لاوانی است که نامزد جایزه‌های جایزه ادبی من بوکر و جایزه ادبی کاستا شده‌است. این رمان برای اولین بار در سال ۲۰۰۷ و توسط انتشارات وایکینگ چاپ و منتشر شده‌است.

## معرفی موضوع داستان
این رمان که در دهه ۱۹۸۰ در کاردیف اتفاق می‌افتد به داستان ریاضی‌دان مشهور (رومی واسی) پرداخته که با سخت‌گیری‌های پدرش نسبت به تربیت و تحصیل او انتظار قبولی در ۱۹ سالگی در دانشگاه آکسفورد از او بالا می‌رود. اما هنگامی که وارد دانشگاه می‌شود تحت تأثیر آزادی‌های آنجا کنار آمدن با آن فضا برایش بسیار سخت می‌شود.